# Titularbistum Cursola
Cursola (ital.: Curzola) ist ein Titularbistum der römisch-katholischen Kirche. 
Es geht zurück auf ein früheres Bistum in der römischen Provinz Dalmatia bzw. Dalmatia Inferior in der Stadt Korčula, das der Kirchenprovinz Salona zugeordnet war.
| Titularbischöfe von Cursola |                                |                                                            |                    |                  |
| Nr.                         | Name                           | Amt                                                        | von                | bis              |
| 1                           | Thomas Benjamin Fulton         | Weihbischof in Toronto (Kanada)                            | 28. Dezember 1968  | 7. Juli 1978     |
| 2                           | John Joseph O’Connor           | Weihbischof des US-amerikanischen Militärordinariats (USA) | 24. April 1979     | 6. Mai 1983      |
| 3                           | Pedro Luís Guido Scarpa OFMCap | Weihbischof in Luanda (Angola)                             | 22. Juli 1983      | 26. März 1990    |
| 4                           | Patrick Sheridan               | Weihbischof in New York (USA)                              | 30. Oktober 1990   | 2. Dezember 2011 |
| 5                           | Vincent Dollmann               | Weihbischof in Straßburg (Frankreich)                      | 25. Juli 2012      | 25. Mai 2018     |
| 6                           | Juan Miguel Betancourt SEMV    | Weihbischof in Hartford (USA)                              | 18. September 2018 |                  |